# King's Cove
King's Cove is een plaats en gemeente (town) in de Canadese provincie Newfoundland en Labrador.

## Geografie
King's Cove ligt op het schiereiland Bonavista aan de oostkust van het eiland Newfoundland. De plaats is gelegen aan de gelijknamige inham van de Blackhead Bay, een zijbaai van de grote Bonavista Bay. Het dorp is bereikbaar via provinciale route 235. 
De nabij het dorp gelegen kaap Brook Point, die bereikbaar is via Lighthouse Trail, is vanwege de veelkleurige gelaagde rotsformaties een van de belangrijke sites in het door UNESCO erkende Discovery Geopark.

## Geschiedenis
In 1966 werd het dorp een gemeente met de status van local government community (LGC). In 1980 werden LGC's op basis van The Municipalities Act als bestuursvorm afgeschaft. De gemeente werd daarop automatisch een community om een aantal jaren later uiteindelijk een town te worden.
In 2014 liet de provinciale overheid een haalbaarheidsonderzoek voeren naar de eventuele creatie van een fusiegemeente bestaande uit King's Cove, Duntara, Keels, Knights Cove en Stock Cove. De fusie vond echter nooit plaats en King's Cove bleef gewoon als zelfstandige gemeente voortbestaan.

## Demografie
Demografisch gezien is King's Cove, net zoals de meeste kleine dorpen op Newfoundland, aan het krimpen. Tussen 1986 en 2021 daalde de bevolkingsomvang van 255 naar 75. Dat komt neer op een daling van 180 inwoners (-71%) in 35 jaar tijd.
| Demografische ontwikkeling van King's Cove tussen 1951 en 2021 |
| -------------------------------------------------------------- |
|                                                                |
| Bron: 1951–1986, 1991–1996, 2001–2006, 2011–2016, 2021         |

## Galerij

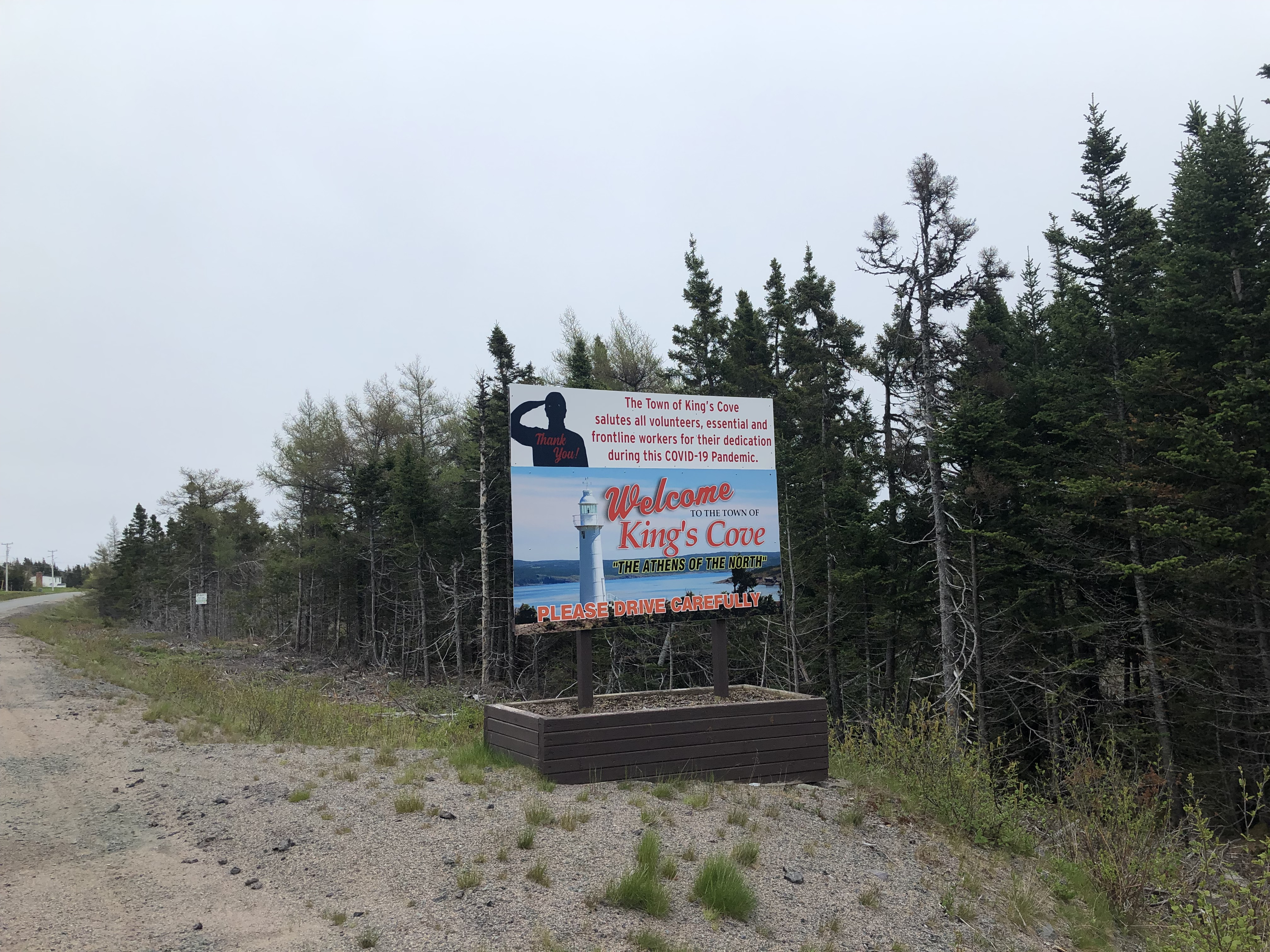
Toegangsbord van het dorp
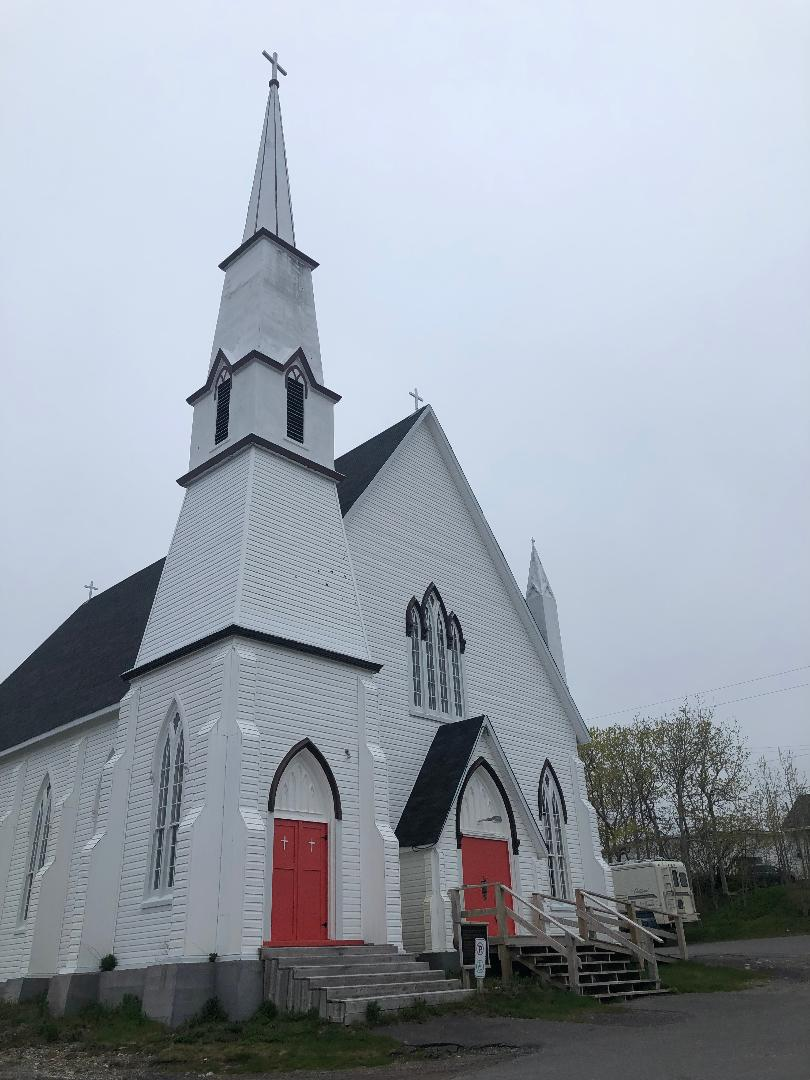
De katholieke Sint-Petrus-en-Pauluskerk
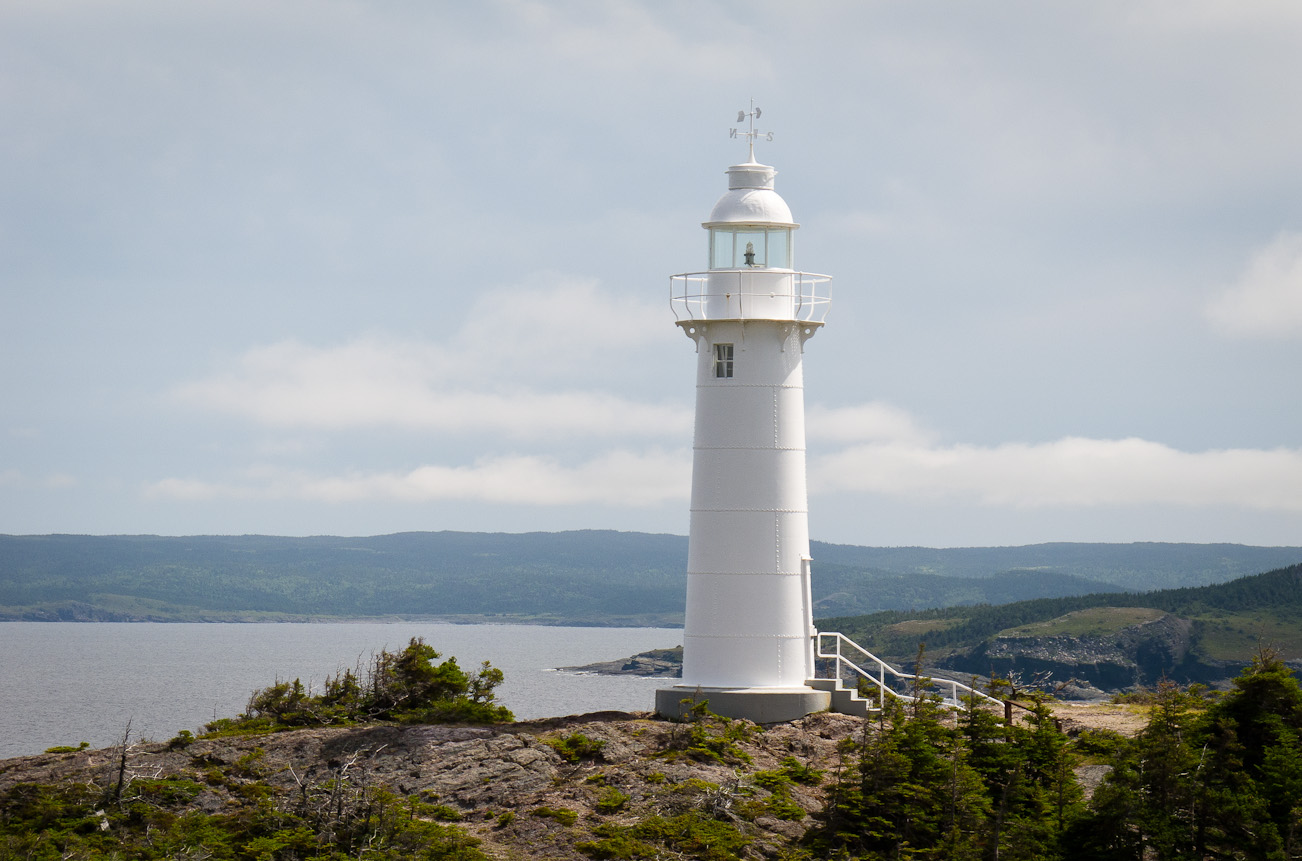
De vuurtoren van King's Cove Head.
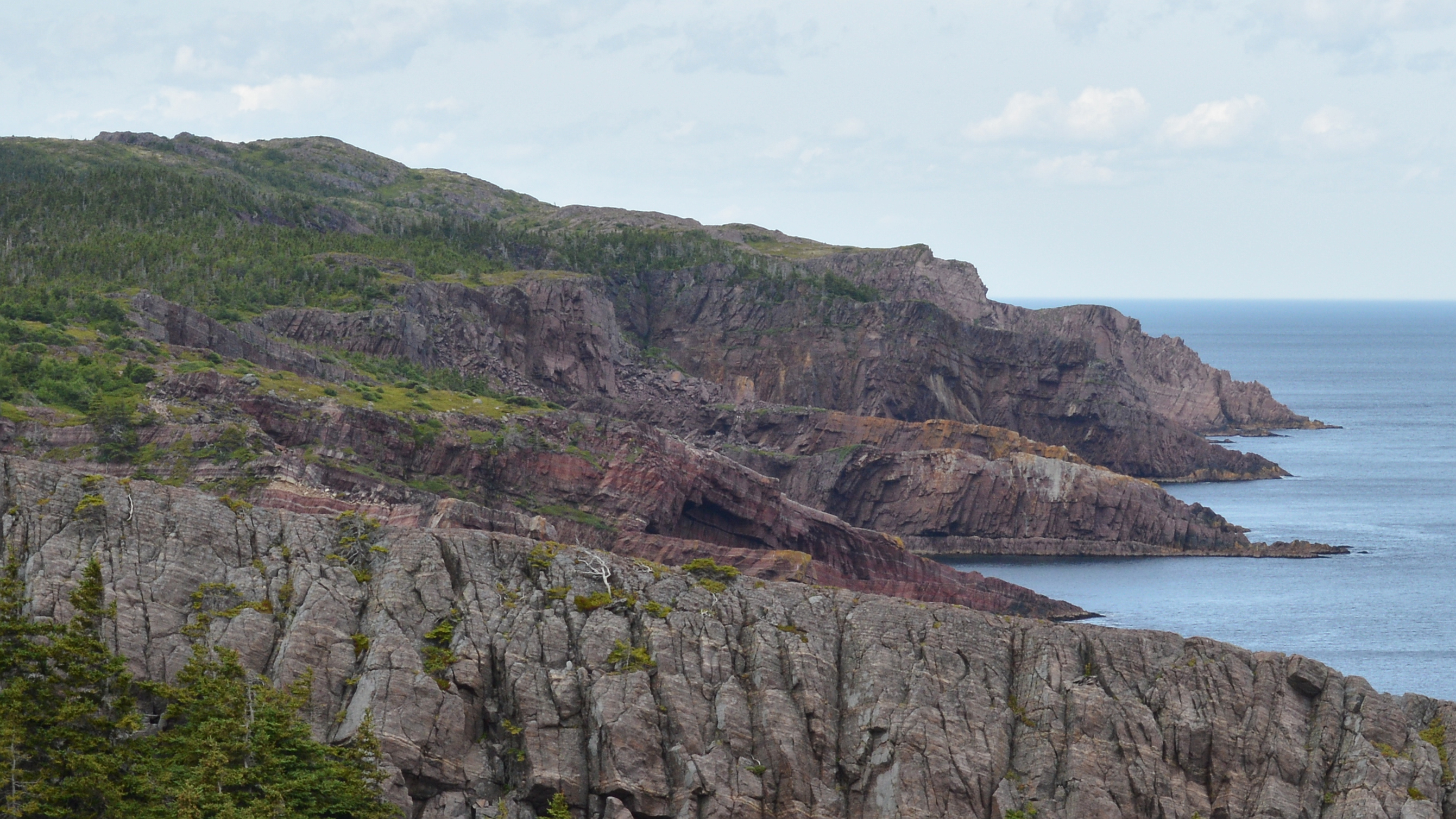
Ruwe, rotsachtige kustlijn aan de rand van het dorp